# Misje dyplomatyczne Bhutanu

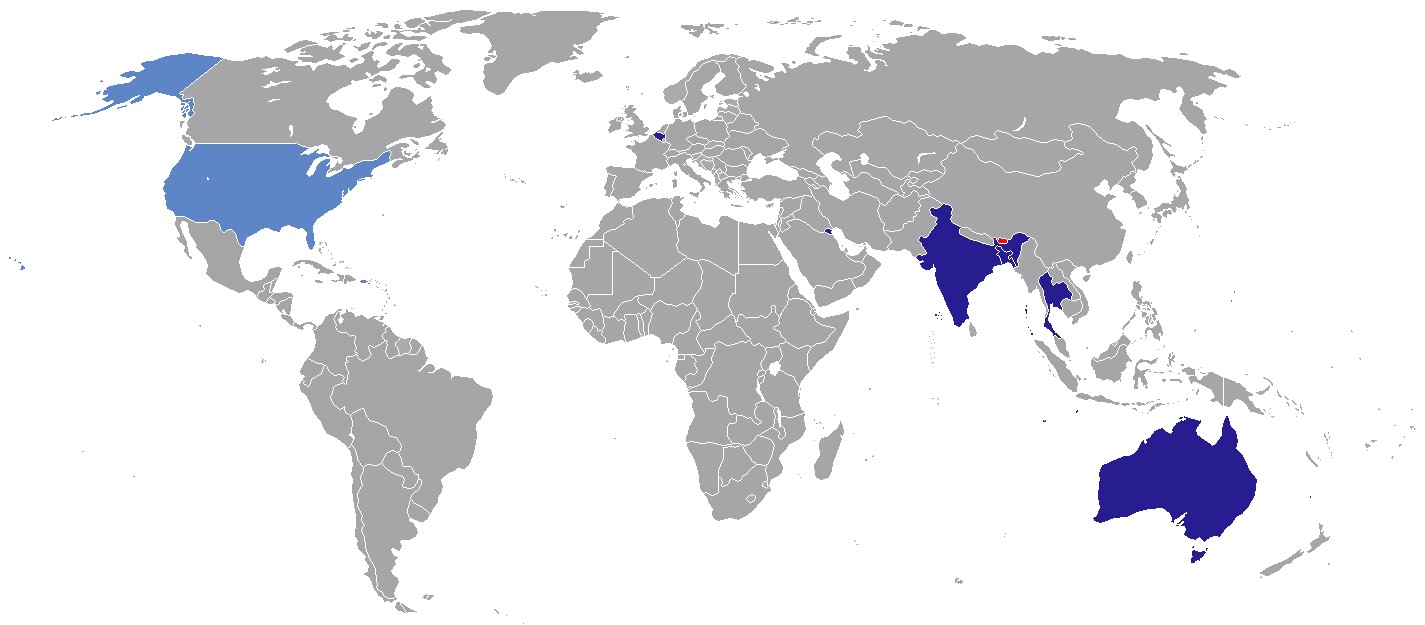
Kraje, w których Królestwo Bhutanu ma swoje przedstawicielstwa dyplomatyczne

Misje dyplomatyczne Bhutan – przedstawicielstwa dyplomatyczne Królestwa Bhutanu przy innych państwach i organizacjach międzynarodowych. Poniższa lista zawiera wykaz obecnych ambasad i konsulatów zawodowych. Nie uwzględniono konsulatów honorowych.

## Europa

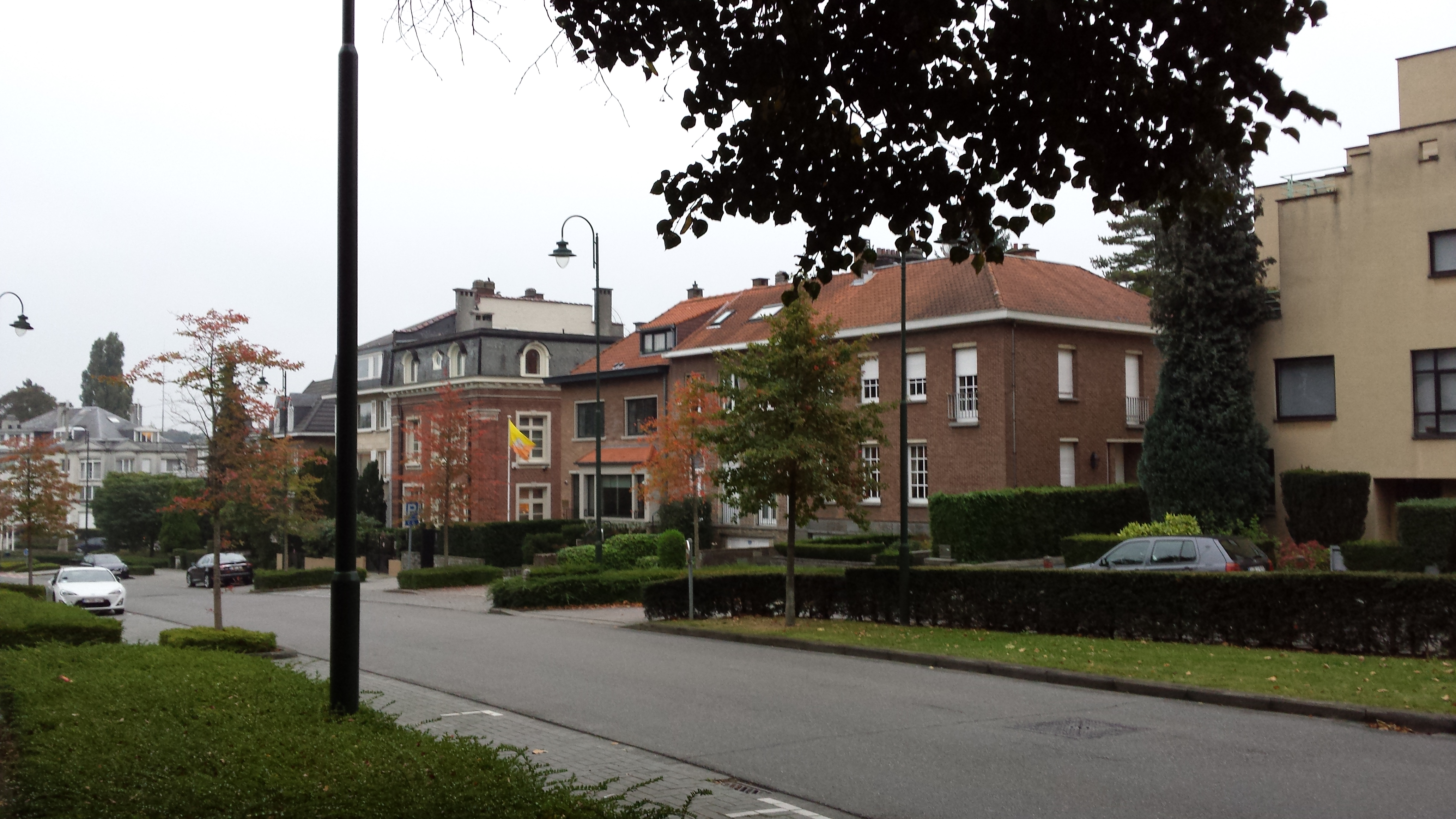
Królewska Ambasada Bhutanu w Brukseli

- Belgia
  - Bruksela (Ambasada)

## Azja

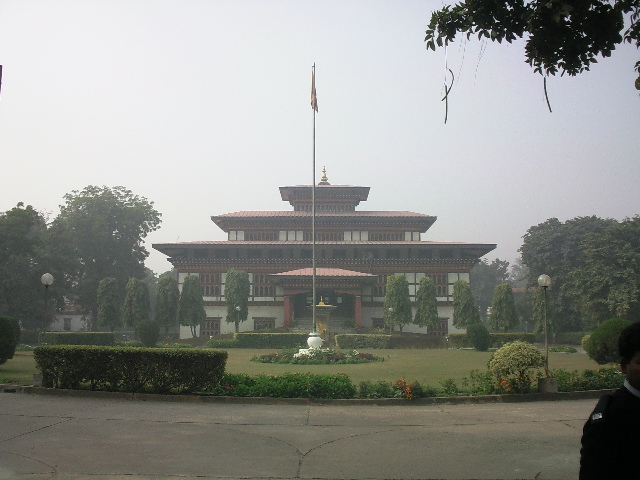
Królewska Ambasada Bhutanu w Nowym Delhi

- Bangladesz
  - Dhaka (Ambasada)
- Indie
  - Nowe Delhi (Ambasada)
  - Kalkuta (Konsulat)
- Kuwejt
  - Kuwejt (Ambasada)
- Tajlandia
  - Bangkok (Ambasada)

## Organizacje międzynarodowe

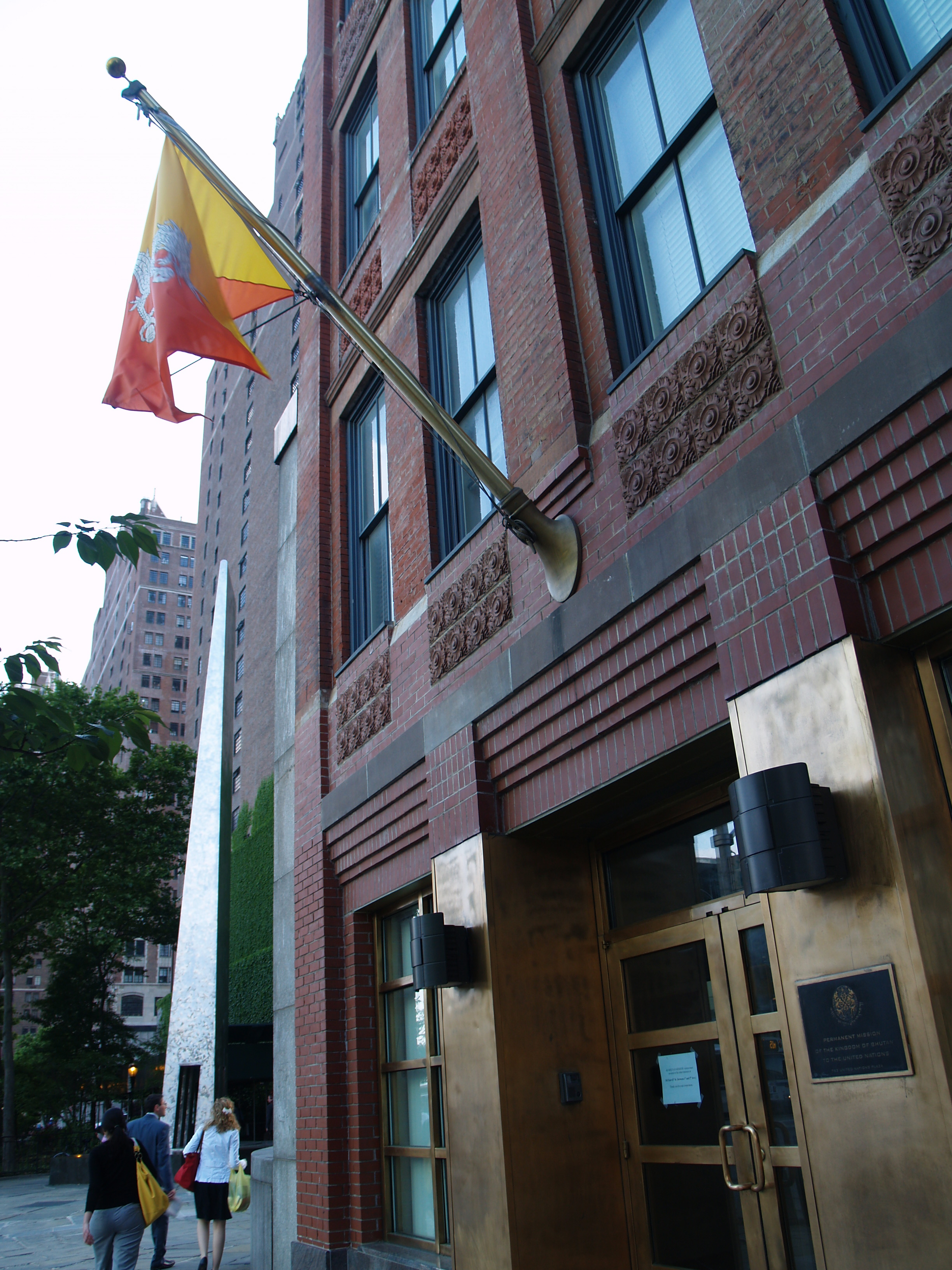
Stałe Przedstawicielstwo Bhutanu przy ONZ w Nowym Jorku

- Nowy Jork - Stałe Przedstawicielstwo przy Organizacji Narodów Zjednoczonych
- Genewa - Stałe Przedstawicielstwo przy Biurze Narodów Zjednoczonych i innych organizacjach